# Up in the Air
Up in the Air – pierwszy singel promujący czwarty album zespołu Thirty Seconds to Mars, "Love Lust Faith + Dreams" (2013). Został wydany 19 marca 2013 roku (USA).